# Magdalene (film)
Pour plus de détails, voir Fiche technique et Distribution.
Magdalene ou Silent Night est un film ouest-allemand sorti en 1989, réalisé par Monica Teuber, à propos du prêtre qui a composé le cantique de Noël Douce nuit, sainte nuit.

## Synopsis
Magdalene, prostituée, est l'objet du désir de tous les hommes du quartier. Elle a une âme cristalline, malgré son métier objet de mépris. C'est le manque de moyens de subsistance et la rencontre de mauvaises personnes qui l'ont mise sur la mauvaise voie. Son destin va changer au contact du Père Mohr, qui arrive dans le quartier, sous les ordres d'un prieur corrompu. Magdalene tombe amoureuse du prêtre, mais celui-ci reste fidèle à sa vocation, malgré sa passion pour la jeune femme. Faussement dénoncé par son prieur, le Père Mohr est muté, et Magdalene restera seule. Mais elle ne se vendra plus jamais : elle s'est convertie. Le Père Mohr a aussi contribué à la conversion du cruel baron von Seidl et du voleur Janza. Le prieur lui-même se rendra compte de son péché. Victoire éclatante du bien. En arrière-fond de l'intrigue, le Père Mohr compose le chant Douce nuit, sainte nuit (Stille Nacht) avec l'instituteur Franz Gruber.

## Fiche technique
- Titre : Magdalene ou Silent Night
- Réalisation : Monica Teuber
- Scénario : Monica Teuber
- Musique : Cliff Eidelman
- Production : Ernst von Theumer pour TAT FILM GmbH
- Pays :  Allemagne de l'Ouest
- Genre : drame
- Durée : 105 min
- Année de sortie : 1988

## Distribution
Sauf indication contraire, les informations mentionnées dans cette section peuvent être confirmées par la base de données cinématographiques IMDb,  présente dans la section « Liens externes ».
- Steve Bond : Père Joseph Mohr
- Nastassja Kinski : Magdalena
- David Warner : Baron von Seidl
- Günter Meisner : prieur
- Cyrus Elias : Franz Xaver Gruber
- Katharina Böhm : Helga
- Ferdy Mayne : archevêque
- Franco Nero : Janza
- Anthony Quayle : Père Noessler
- William Carr Hickey : Rudolf
- Janet Agren : Anna
- Max Tidof : Robert
- Karina Szulc : Elisabeth
- Ralf Weikinger : Baad
- Ulrich Günther : Hans
- Armin Kraft : Konrad
- Hans-Christoph von Goetz  : Mauracher
- Francesca Ferre : Sophia

## Critique
La critique a eu la dent dure sur le film : intrigue trop évangélique et pas assez psychologique, personnages falots, à l'exception du jeu de Nastassja Kinski qui relève un peu le niveau.